# 歌川国宗
歌川 国宗（うたがわ くにむね、生没年不詳）とは、江戸時代の浮世絵師。

## 来歴
渓斎英泉編の『無名翁随筆』によれば初代歌川豊国の門人、また歌川国長の門人だったという。　『無名翁随筆』は俗称の項を空欄とするが、『浮世絵師伝』は本姓を山下、俗称は松五郎、杉嶺、長文斎と号し作画期は文政の頃としている。

## 作品
- 「十番続の内　暫」　小判錦絵　※江戸乃花成の狂歌入り
- 「爪切り」　絹本着色　※「長文斎　歌川國宗」の落款、「長文斎」の朱文方印あり。那須ロイヤル美術館（小針コレクション）旧蔵
- 「犬と遊ぶ美人」　絹本着色　※「國宗筆」の落款と「國宗」の白文方印、「桃笑園」の画讃あり。那須ロイヤル美術館（小針コレクション）旧蔵
- 「杜若と美人」　絹本着色　※「長文斎歌川国宗」の落款、「哥川」の白文方印と「國宗」の朱文方印あり。那須ロイヤル美術館（小針コレクション）旧蔵
- 「凍る朝の母と娘」　絹本着色　光記念館所蔵　※「長文斎歌川国宗」の落款、「哥川」の白文方印と「國宗」の朱文方印あり。那須ロイヤル美術館（小針コレクション）旧蔵